# Atlas de Chile (Editorial Grecia)
El Atlas de Chile es un atlas chileno de la Editorial Grecia (desde 1952).

## Atlas Chileno
Antiguamente llamado Atlas Chileno desde 1888 hasta 1951, en donde comenzó a tener su nombre actual. El atlas salía cada dos años, e incluso hasta en cuatro, cinco o seis años, por lo que en el año 1951 se creó una oficina especial en Ñuñoa (actual Peñalolén) en donde comenzó a llamarse Atlas de Chile.

## Atlas de Chile
Este atlas contiene más de 200 hojas y en ellas describe la historia, flora y fauna, estadísticas de población, geografía, cultura y récords en Chile. Antiguamente llamado Atlas Chileno, se le cambió el nombre y se creó una oficina especial para que saliera al público cada año en 1952. El año 2009 salió el Atlas N.º 53.

## Atlas
- Atlas Chileno N.º 01 en 1888
- Atlas Chileno N.º 02 en 1889
- Atlas Chileno N.º 03 en 1890
- Atlas Chileno N.º 04 en 1891, 1892 no salió debido a la guerra civil chilena.
- Atlas Chileno N.º 05 en 1894
- Atlas Chileno N.º 06 en 1895
- Atlas Chileno N.º 07 en 1898
- Atlas Chileno N.º 08 en 1902
- Atlas Chileno N.º 09 en 1903
- Atlas Chileno N.º 10 en 1906
- Atlas Chileno N.º 11 en 1910
- Atlas Chileno N.º 12 en 1916
- Atlas Chileno N.º 13 en 1917
- Atlas Chileno N.º 14 en 1918
- Atlas Chileno N.º 15 en 1924
- Atlas Chileno N.º 16 en 1927
- Atlas Chileno N.º 17 en 1932
- Atlas Chileno N.º 18 en 1935
- Atlas Chileno N.º 19 en 1940
- Atlas Chileno N.º 20 en 1945
- Atlas Chileno N.º 21 en 1951
- Atlas N.º 01 en 1952
- Atlas N.º 02 en 1953
- Atlas N.º 03 en 1954
- Atlas N.º 04 en 1955
- Atlas N.º 05 en 1956
- Atlas N.º 06 en 1957
- Atlas N.º 07 en 1958, nombra la creación de un nuevo sistema comunicacional (Televisión).
- Atlas N.º 08 en 1959
- Atlas N.º 09 en 1960
- Atlas N.º 10 en 1961, nombra el Terremoto de Valdivia de 1960 con una escala de 13,4.
- Atlas N.º 11 en 1962
- Atlas N.º 12 en 1963
- Atlas N.º 13 en 1964, jamás salió a disposición del público por problemas.
- Atlas N.º 14 en 1965
- Atlas N.º 15 en 1966
- Atlas N.º 16 en 1967
- Atlas N.º 17 en 1968
- Atlas N.º 18 en 1969
- Atlas N.º 19 en 1970
- Atlas N.º 20 en 1971
- Atlas N.º 21 en 1972
- Atlas N.º 22 en 1973, ese año se cierra la editorial por lo que se cancela el de 1974.
- Atlas N.º 23 en 1975
- Atlas N.º 24 en 1976
- Atlas N.º 25 en 1977, Pinochet cancela 1978 y 1979.
- Atlas N.º 26 en 1980
- Atlas N.º 27 en 1981
- Atlas N.º 28 en 1982
- Atlas N.º 29 en 1983
- Atlas N.º 30 en 1984
- Atlas N.º 31 en 1985, Pinochet cancela 1986 y 1987.
- Atlas N.º 32 en 1988
- Atlas N.º 33 en 1989
- Atlas N.º 34 en 1990
- Atlas N.º 35 en 1991
- Atlas N.º 36 en 1992
- Atlas N.º 37 en 1993
- Atlas N.º 38 en 1994
- Atlas N.º 39 en 1995
- Atlas N.º 40 en 1996
- Atlas N.º 41 en 1997
- Atlas N.º 42 en 1998
- Atlas N.º 43 en 1999
- Atlas N.º 44 en 2000
- Atlas N.º 45 en 2001
- Atlas N.º 46 en 2002
- Atlas N.º 47 en 2003
- Atlas N.º 48 en 2004
- Atlas N.º 49 en 2005
- Atlas N.º 50 en 2006
- Atlas N.º 51 en 2007
- Atlas N.º 52 en 2008
- Atlas N.º 53 en 2009

## Jefe editor
Cargo creado en 1952 para alguna persona que manejara a los demás, actualmente el jefe editor es Mario Ortega.